# Manfeild Autocourse
De Manfeild Autocourse is een racecircuit in Feilding, Nieuw-Zeeland. Het circuit is geopend in 1973 en is 4,5 kilometer lang. Het circuit organiseerde van 1988 tot 1990 en in 1992 een race in het wereldkampioenschap superbike.